# Most Marco Polo
Most Marco Polo (chiń. upr. 卢沟桥; chiń. trad. 盧溝橋; pinyin Lúgōuqiáo) – słynny most znajdujący się nad rzeką Yongding He, około 15 kilometrów na południowy zachód od centrum Pekinu. Swoją nazwę zawdzięcza weneckiemu podróżnikowi Marco Polo, który pozostawił jego szczegółowy opis.
Most wybudowany został w latach 1189–1192. Wykonano go z białego marmuru. Ma 266 metrów długości i jest jedenastoprzęsłowy. Balustrady mostu ozdabia 286 słupków zwieńczonych siedzącymi kamiennymi lwami. Obydwa wejścia na most zdobią kolumny huabiao o wysokości 4,65 m, a także para kamiennych stel, ustawionych na pamiątkę renowacji mostu w 1698 roku.
Most Marco Polo przeszedł do historii bitwą z 7 lipca 1937 (tzw. incydent na moście Marco Polo), która zapoczątkowała japońską agresję na Chiny.
Na wschód od mostu znajduje się twierdza Wanping.

## Galeria

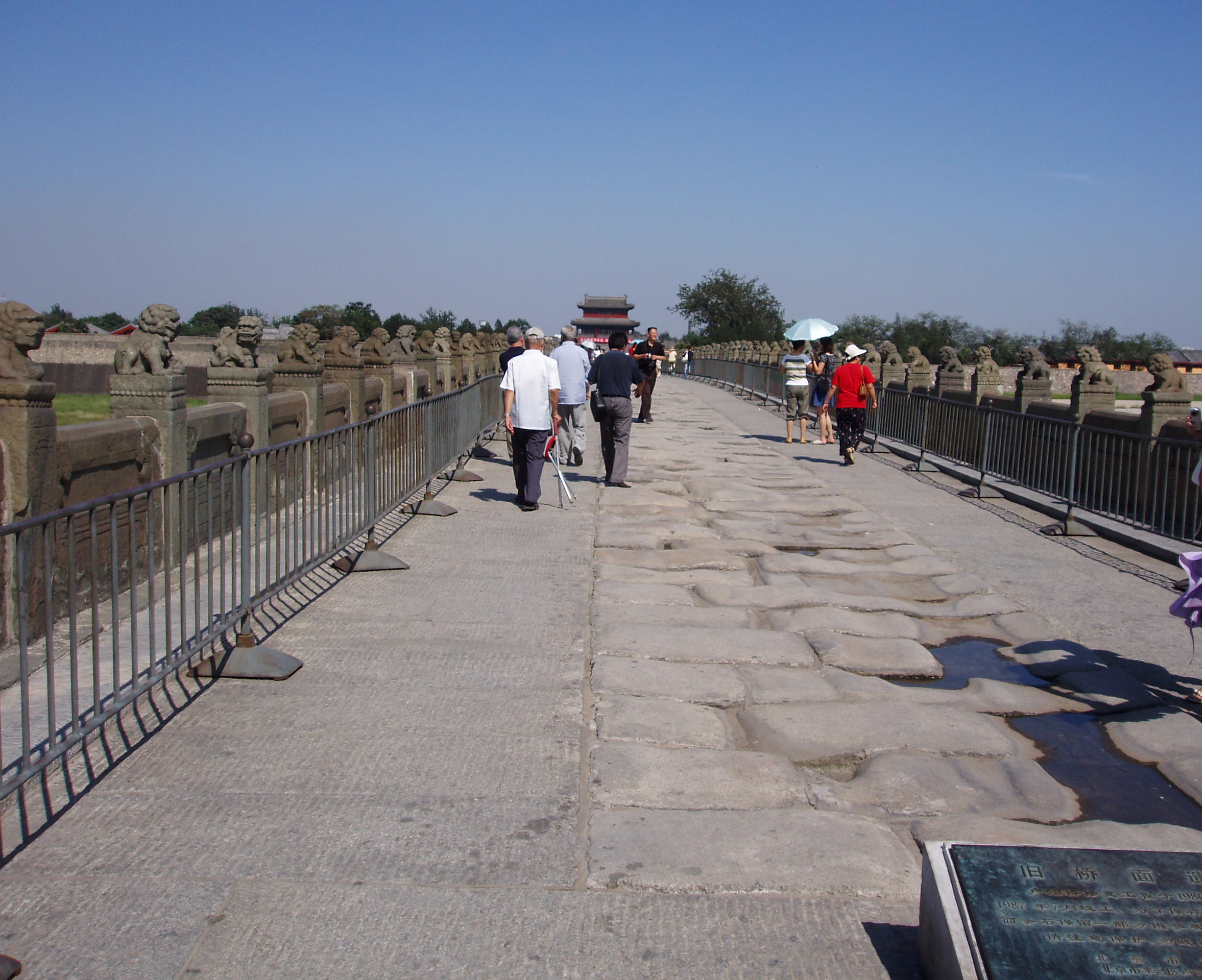
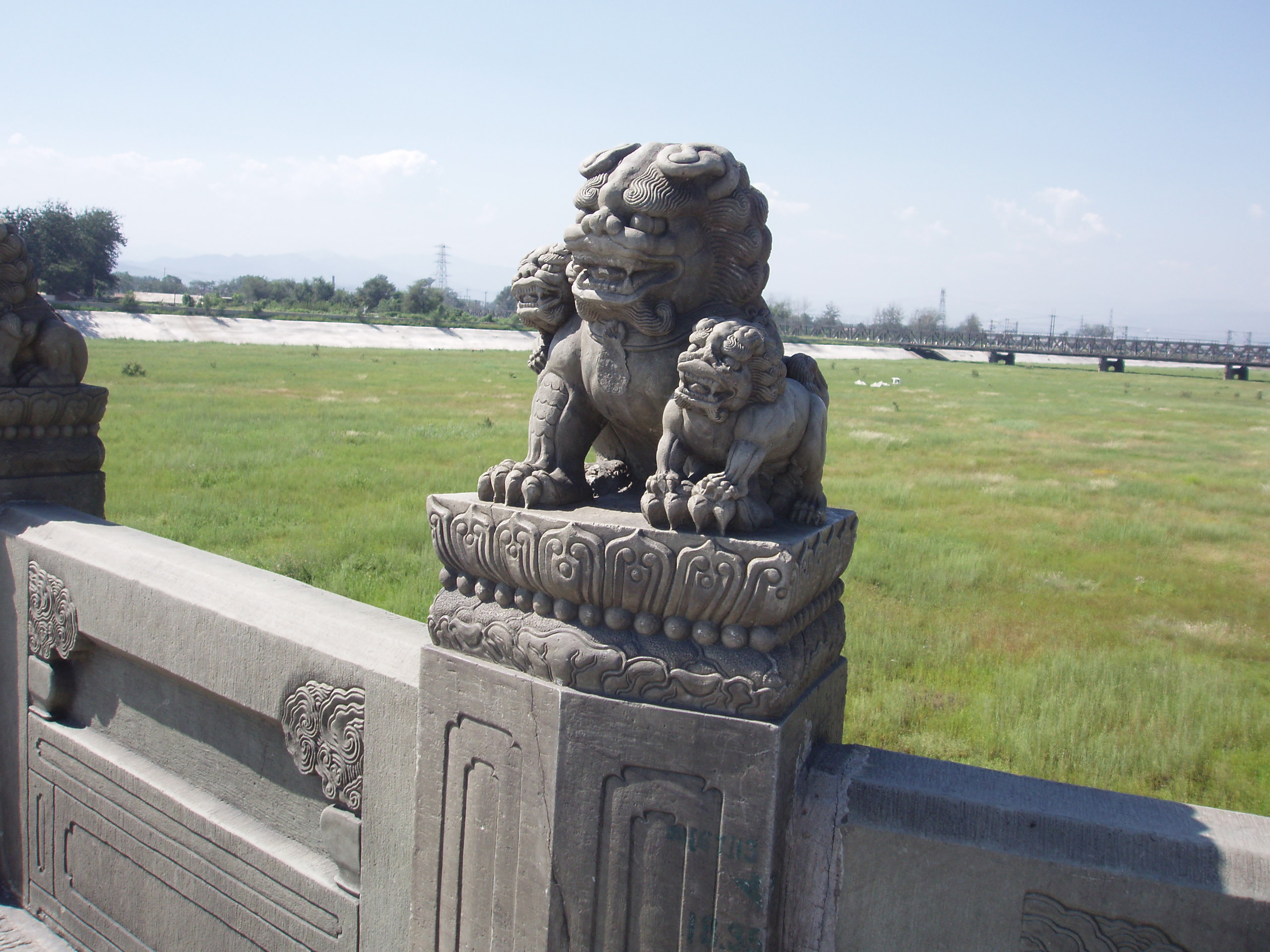
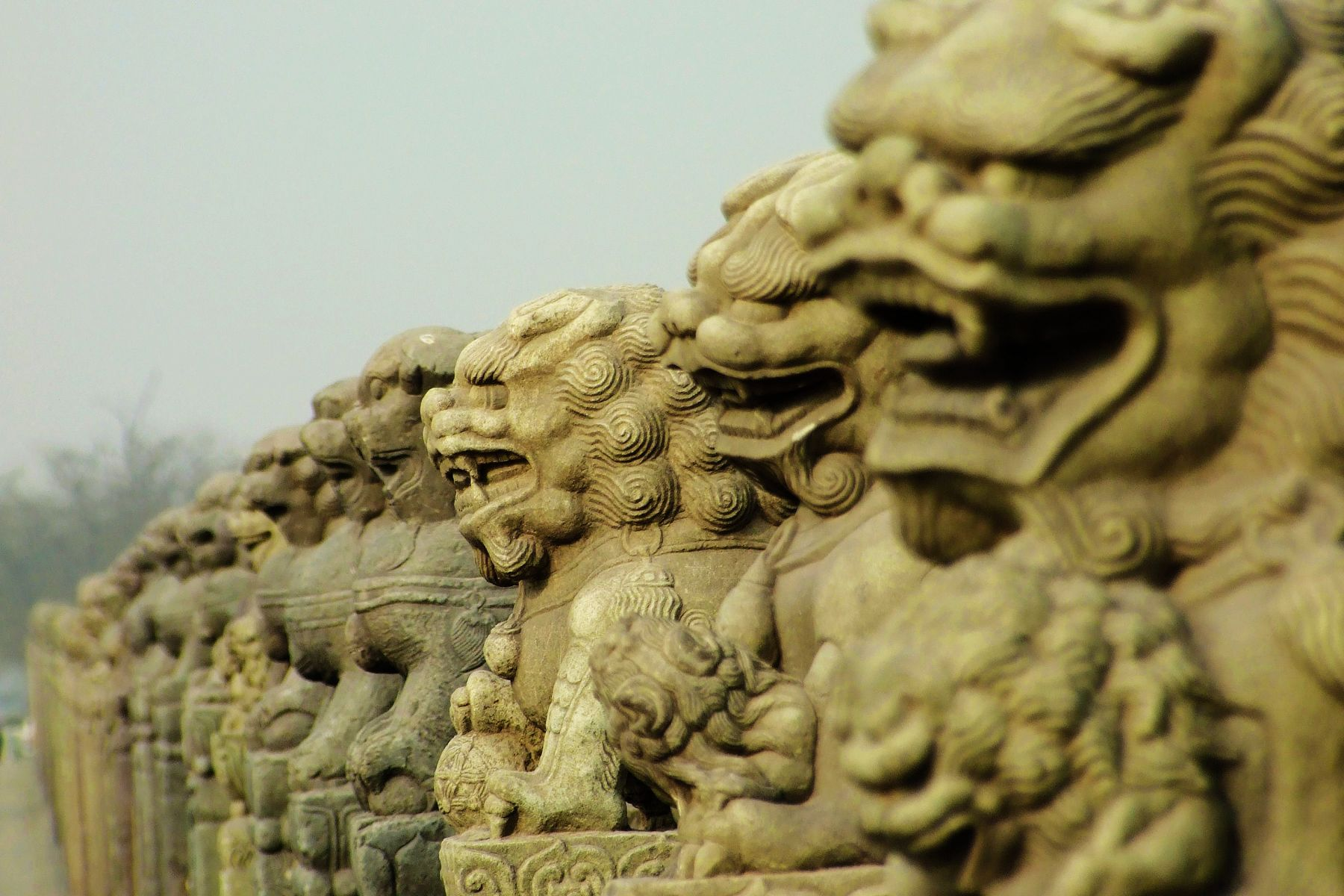
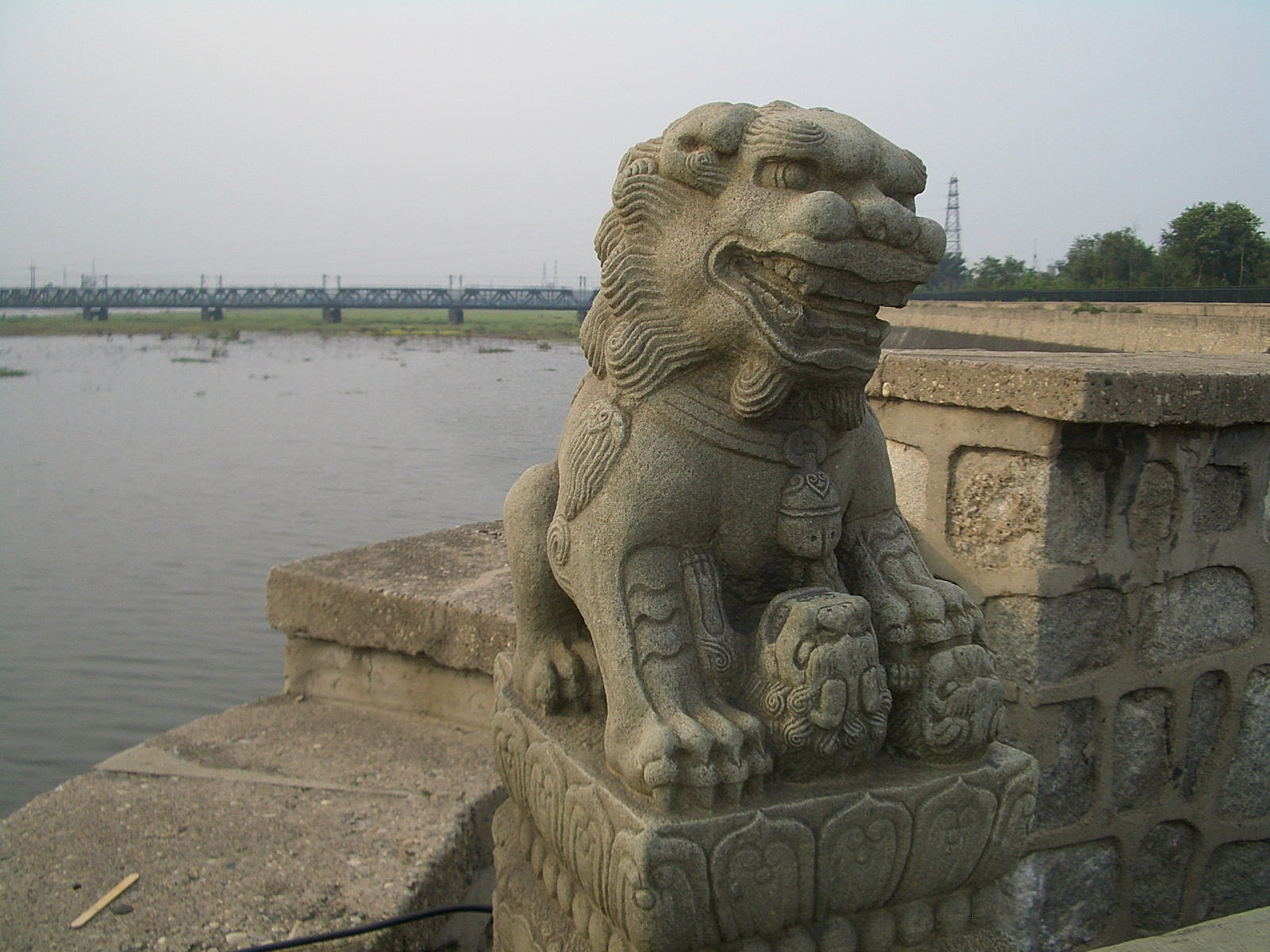